# Dyrzela
Dyrzela é um gênero de traça pertencente à família Arctiidae.